# Lampranthus tegens
Lampranthus tegens là một loài thực vật có hoa trong họ Phiên hạnh. Loài này được (F. Muell.) N.E. Br. mô tả khoa học đầu tiên năm 1930.